# Zuzana Navarová

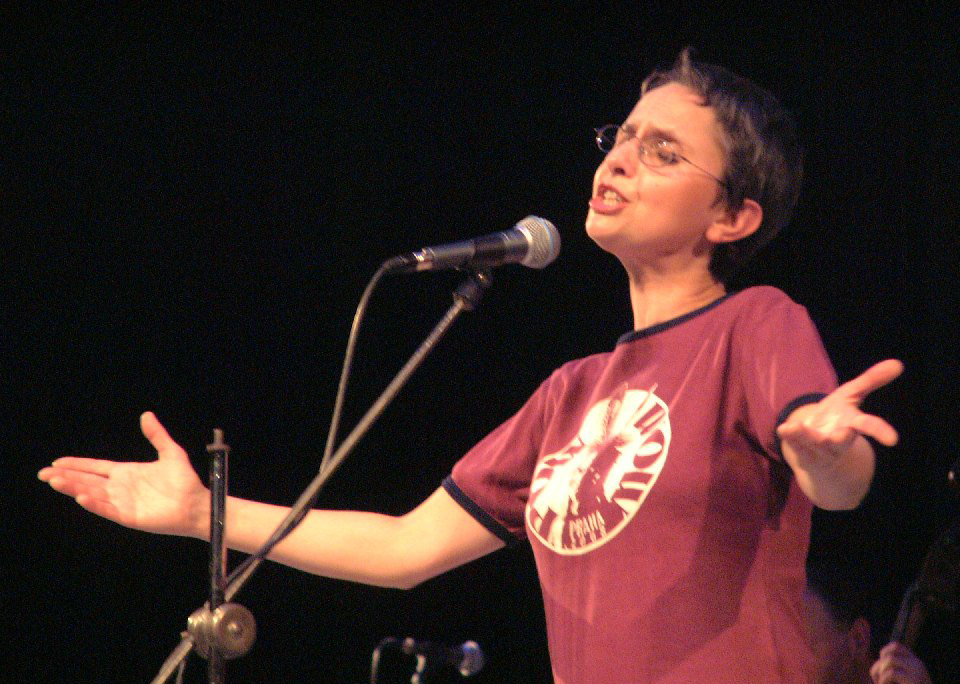
Zuzana Navarová

Zuzana Navarová (* 18. Juni 1959 in Hradec Králové; † 7. Dezember 2004 in Prag) war eine tschechische Sängerin und Komponistin.
Zuzana Navarová begann ihre musikalische Karriere mit der Gruppe „Nerez“ im Jahr 1980. 1992 startete sie das Soloprojekt „Caribe“. Da sie an der Karls-Universität Prag die Sprachen Spanisch und Tschechisch studiert hatte, verband sie in ihren Texten immer wieder Elemente aus beiden Sprachen, zudem noch aus dem Arabischen.
Sie schrieb die Filmmusik für den Animationsfilm Řeči, řeči, řeči … von Michaela Pavlátová, der im Jahre 1993 für den Oscar nominiert war.
In den 1990er Jahren engagierte sie sich auch für die Musik der Roma, so produzierte sie zwei CDs der Roma-Sängerin Věra Bílá.
2004 ist Zuzana Navarová im Alter von 45 Jahren nach einem schweren Krebsleiden verstorben.